# Sunkovni laser
Sunkóvni láser je laser, ki oddaja svetlobo v kratkih časovnih sunkih. Tipično ta pojem vključuje laserje, ki oddajajo sunke svetlobe, dolge med nekaj femtosekundami in več deset nanosekundami. Na ta način se doseže zelo velike vršne moči svetlobe, ki se jih z običajnim laserjem ne da. 

## Delovanje
Za doseganje delovanja laserja v sunkovnem načinu obstaja več metod.

### Prosta generacija sunkov
V tem načinu se spreminja ojačevanje v laserju s periodičnim spreminjanjem hitrosti črpanja. Ko se poveča črpanje, se veča ojačevanje in ko preseže mejno vrednost, začne laser svetiti. Ko se preneha s črpanjem, pade ojačanje pod prag delovanja laserja in laser ne sveti več. Ker so v laserju pogoji za stimulirano emisijo izpolnjeni le kratek čas, se dobi sunek svetlobe.

### Preklapljanje dobrote resonatorja
Z metodo preklapljanja dobrote resonatorja (ang. Q-switching) se doseže sunke, ki so tipično dolgi nekaj deset nanosekund. Na ta način se lahko doseže vršno moč sunka nekaj gigawattov.
Metoda temelji na preklapljanju izgub (in posledično dobrote) v laserskem resonatorju. Začne se z velikimi izgubami, pri katerih se lahko s črpanjem doseže veliko obrnjeno zasedenost stanj. Ko se izgube hitro zmanjša (se preklopi dobroto resonatorja), se doseže neravnovesno stanje. Prične se proces optičnega ojačevanja s stimulirano emisijo. Skoraj vsa energija, ki je spravljena v ojačevalnem mediju, se porabi, kar vodi do kratkega in zelo močnega sunka svetlobe. 
Prvi je to metodo predlagal ameriški fizik Gordon Gould leta 1958. Neodvisno sta jo v letih 1961 in 1962 odkrila in izdelala R. W. Hellwarth in F. J. McClung.

### Uklepanje faz lastnih nihanj
Metoda uklepanja faz lastnih nihanj se uporablja za pridobivanje izredno kratkih (femtosekundnih) sunkov, kar se doseže s sinhronizacijo različnih lastnih nihanj v resonatorju. Navadno so lastni nihajni načini v resonatorju med seboj neodvisni, pri tej metodi pa se jih fazno sklopi.
V laserskem resonatorju je več nihajnih načinov, katerih frekvence se razlikujejo za:
{\displaystyle \Delta \nu ={\frac {c}{2L}}\!\,,}
kjer je {\displaystyle c} hitrost svetlobe, {\displaystyle L} pa dolžina laserskega resonatorja. To se zgodi, ker ojačevalni medij ne ojačuje le pri eni frekvenci. Koliko frekvenc se ojači, je odvisno od vrste ojačevalnega sredstva. Ti nihajni načini med sabo naključno interferirajo. V laserjih, v katerih se ojačuje zelo majhno število takih valovanj, lahko te interference privedejo da naključnega spreminjanja moči izhodnega žarka, pri laserjih z ojačanimi več tisoč nihajnimi načini pa se ta učinek izniči. 
Pri uklepanju faz lastnih nihanj se poskrbi, da nihajo ojačani nihajni načini s konstantnim faznim zamikom. Namesto konstantnega žarka se dobi zelo močne kratke sunke svetlobe. Sunki se pojavljajo v časovnih presledkih {\displaystyle t={\frac {2L}{c}}\!\,}.
Širina sunkov je odvisna od števila nihajnih načinov, ki med seboj interferirajo. Za časovni potek intenzitete fazno sklopljenega sunka velja:
{\displaystyle I(t)\propto {\frac {\sin ^{2}(N\omega t/2)}{\sin ^{2}(\omega t/2)}}\!\,,}
kjer je {\displaystyle \omega } frekvenca ponavljanja sunkov, {\displaystyle N} število nihajnih načinov in {\displaystyle t} čas.
Uklepanja faz se lahko doseže na dva načina:
Pri aktivnem uklepanju faz se periodično spreminja izgube v laserju s frekvenco {\displaystyle \nu =c/2L}, ki je enaka frekvenčni razliki med posameznimi nihajnimi načini. V ta namen se uporablja elektro- ali akusto-optične modulatorje.
Pri pasivnem uklepanju faz je potreben saturacijski absorber. Za ta optični element je značilno, da se svetloba z nizko intenziteto v njem absorbira veliko močneje kot svetloba z visoko intenziteto. Tak element spusti skozi le fazno sklopljene nihajne načine, ki so interferirali v en svetel sunek.

## Značilnosti
Za razliko od laserjev, ki svetijo s konstantno močjo in imajo zelo ozek spekter svetlobe, to pri sunkovnih laserjih ni mogoče. V skladu s Fourierovo transformacijo sta čas trajanja sunka in širina njegovega spektra med seboj sklopljena. Produkt časovne in spektralne širine pulza ({\displaystyle \Delta t} in {\displaystyle \Delta \nu }) mora vedno biti večji od neke konstante:
{\displaystyle \Delta t\,\Delta \nu \geq \ \mathrm {konst.} \!\,}
Ta velikost te konstante je odvisna od oblike sunka. Za sunke Gausove oblike znaša približno 0.44.

## Uporaba
Sunkovni laserji se zaradi velikih vršnih moči uporabljajo pri predvsem pri obdelavi materialov, npr. za rezanje kovin, v očesni kirurgiji in zobozdravstvu.
Zelo visoka moč sunkovnih laserjev omogoča preučevanje nekaterih nelinearnih optičnih pojavov ter procesov, katerih čas trajanja je primerljiv z dolžino sunka izsevane svetlobe.